# Hont (comune)
Hont è un comune dell'Ungheria di 560 abitanti (dati 2001). È situato nella contea di Nógrád.